# Synapha funerea
Synapha funerea är en tvåvingeart som beskrevs av Freeman 1951. Synapha funerea ingår i släktet Synapha och familjen svampmyggor. Inga underarter finns listade i Catalogue of Life.